# 劉昉 (舒国公)
劉昉（？—586年），博陵郡望都（今河北省望都县西北）人，北周、隋朝政治人物。
劉昉在北周宣帝時期擔任大都督、小御正。大象二年（580年），宣帝驾崩，他和郑译合谋，推举杨坚辅政，他因此封为黄国公、大将军。曾向宣帝胞弟右大丞相汉王宇文赞进献美女，讓宇文赞以为可以在局势稳定后可以成为皇帝而回府不理政事。尉迟迥谋反，杨坚命韦孝宽攻打，以他为监军，劉昉堅決推辭，开始被杨坚猜忌。杨坚建立隋朝，晉封為舒国公並命他为柱国，因不被重用而心中不服。和宇文忻、梁士彦常常往来，开皇六年（586年），三人因谋反罪被杀。

## 延伸阅读
[在维基数据编辑]
 《隋書·卷38》，出自魏徵《隋书》